# جوزيف هوراس لويس
جوزيف هوراس لويس (بالإنجليزية: Joseph Horace Lewis)‏ هو محامي وقاضي وسياسي أمريكي، ولد في 29 أكتوبر 1824 في الولايات المتحدة، وتوفي في 6 يوليو 1904 في الولايات المتحدة. حزبياً، نشط في حزب اليمين والحزب الديمقراطي. وقد انتخب عضو مجلس النواب الأمريكي.